# ATV & Quad
ATV & QUAD  ist ein Magazin für All Terrain Vehicles (ATVs), Quads, Utility Terrain Vehicles (UTVs), Buggys, Side-by-Side-Fahrzeuge und Trikes in Deutschland, Österreich und der Schweiz.
Die Erstausgabe ist am 13. September 2002 erschienen. In den ersten Jahren erschien die Zeitschrift fünfmal, seit 2005 neunmal im Jahr, außerdem gibt es seit dem Jahr 2005 zusätzlich den ATV & QUAD Katalog, der die meisten in Deutschland, Österreich und der Schweiz erhältlichen ATVs und Quads enthält. Herausgegeben werden ATV & QUAD Magazin und Katalog vom Verlag Dubies e.U. mit Sitz in Deutschlandsberg in der Weststeiermark.

## Inhalt
ATV & QUAD präsentiert und testet neue ATVs, Quads, UTVs, Buggys, Side-by-Side-Fahrzeuge und Trikes. Außerdem werden Produkte für ATV- und Quad-Fahrer und semiprofessionelle sowie professionelle Anwendungen vorgestellt, dies schwerpunktmäßig für ATV-Einsätze im Rettungswesen, im Wein-Anbau, in der Land- und Forstwirtschaft, in der Jagd, Fischerei sowie im Winter- und Kommunaldienst. Weitere Schwerpunkte sind Quad-Umbauten und ihre Fahrer, Reise-Reportagen, Quad-Rennsport, Quadvermietungen, Tourenveranstalter und Quad-Händler.

## Redaktion
Der Redaktionssitz ist Deutschlandsberg in der Weststeiermark. Chefredakteur ist Immo Dubies, Test-Chef ist Hans-Georg van der Marwitz. Cartoon-Zeichner ist Gernot Budweiser.

## Weitere Publikationen
- ATV & QUAD Katalog – ATVs und Quads, UTVs und Side-by-Side-Fahrzeuge, Buggys und Trikes, Elektro- und Rettungs-Fahrzeuge, ATV- und Quad-Reifen und -Zubehör (Erscheinungstermin: einmal jährlich am Ende des Jahres)
- ATV & QUAD Special Ausrüstung & Tuning – Zubehör, Spezial-Ausrüstung, Reifen und Performance-Produkte für ATVs und Quads, UTVs und Side-by-Side-Fahrzeuge, Buggys und Trikes,  (Erscheinungstermin: einmal jährlich Ende Mai)